# Ермолаев, Александр Иванович
Александр Иванович Ермолаев (1780—1828) — русский художник-археолог, нумизмат и палеограф. Действительный статский советник.

## Биография
Родился 20 июня (1 июля) 1780 года. Учился в архитектурном классе академии художеств (до 1800 года), где подружился с А. X. Востоковым.
В 1800—1818 годы жил в доме А. Н. Оленина, считаясь «домочадцем» — Оленин и определил его на службу, сначала — в канцелярию Сената, в 1801 году — помощником экспедитора в канцелярию Государственного совета. В 1802 году Ермолаев вместе с Олениным совершил археографическую поездку по России. Затем был секретарём, библиотекарем и учителем архитектуры в юнкерской школе при Сенате, возглавлявшейся Олениным. В 1809—1810 годах вместе с К. М. Бороздиным совершил археологическое путешествие (Ладога, Белозерск, Вологда, Владимир, Ростов, Киев и Чернигов), во время которого составил альбом древностей, хранившийся в Публичной библиотеке (ныне — Российская национальная библиотека).
С ноября 1802 года был членом Вольного общества любителей словесности, наук и художеств, с 27 ноября 1823 года — почётный член общества.
По представлению Оленина, 13 сентября 1811 года Ермолаев был зачислен в Императорскую Публичную библиотеку — помощником хранителя манускриптов; с 24 апреля 1812 года — хранителем Депо манускриптов. Вместе с К. Н. Батюшковым занимался составлением описи рукописям. Ермолаев собрал сведения о древних рукописях и приобрёл некоторые из них в списках, другие в оригинале. Один из подаренных им списков Ипатьевской летописи до сих пор известен в науке как «Ермолаевский список».
Вместе с Олениным, он предложил план полного и точного издания русских летописей, опубликованный в «Сыне Отечества», (1814, № 7); позже в «Сыне Отечества» (1814. № 11) напечатал, под фамилией Оленина, написанный ещё в 1812 году вариант «Краткого рассуждения об издании Полного собрания русских дееписателей».
Ермолаев расшифровал тайнопись — «тарабарскую грамоту», употребляемую иногда в древних рукописях. Он был одним из первых комментаторов «Слова о полку Игореве», которое видел ещё до московского пожара 1812 года у А. И. Мусина-Пушкина. Ермолаевым была проведена экспертиза, приобретённого в 1815 году А. Ф. Малиновским у А. И. Бардина списка «Слова о полку Игореве», который оказался поддельным. Его советами и помощью пользовались Е. Болховитинов, Н. М. Карамзин, Н. П. Румянцев, П. К. Фролов и др.
С 1817 года он — член правления Академии художеств и управляющий письмоводством, в 1818—1828 годах — конференц-секретарь.
Был награждён орденом Св. Владимира 4-й степени.
Умер 10 (22) июля 1828 года. Похоронен на Волковском православном кладбище; могила утрачена.